# Ґергард Ґустманн
Ґергард Ґустманн (нім. Gerhard Gustmann, 13 серпня 1910 — 30 березня 1992) — німецький академічний веслувальник.
Олімпійський чемпіон 1936 року в складі розпашної двійки зі стерновим.
Чемпіон Європи 1937 року в складі розпашної двійки зі стерновим, срібний призер 1938 року в складі розпашної двійки зі стерновим.